# Opal Pool
Opal Pool è una sorgente d'acqua calda situata nel bacino del Midway Geyser nel Parco nazionale di Yellowstone negli Stati Uniti d'America, nello stato del Wyoming.
La sorgente ha una temperatura di circa 56 °C. Sebbene sia attiva come sorgente termale, Opal Pool è considerata un geyser-fontana.
La prima eruzione registrata è avvenuta nel 1947, poi nel 1949, 1952 e 1953, per poi cessare. In seguito ha ripreso nel 1979, continuando almeno una volta l'anno.
L'altezza delle eruzioni è tipicamente di 9 metri, anche se ne sono state osservate alcune da 21 a 24 m.